# Maarschalk

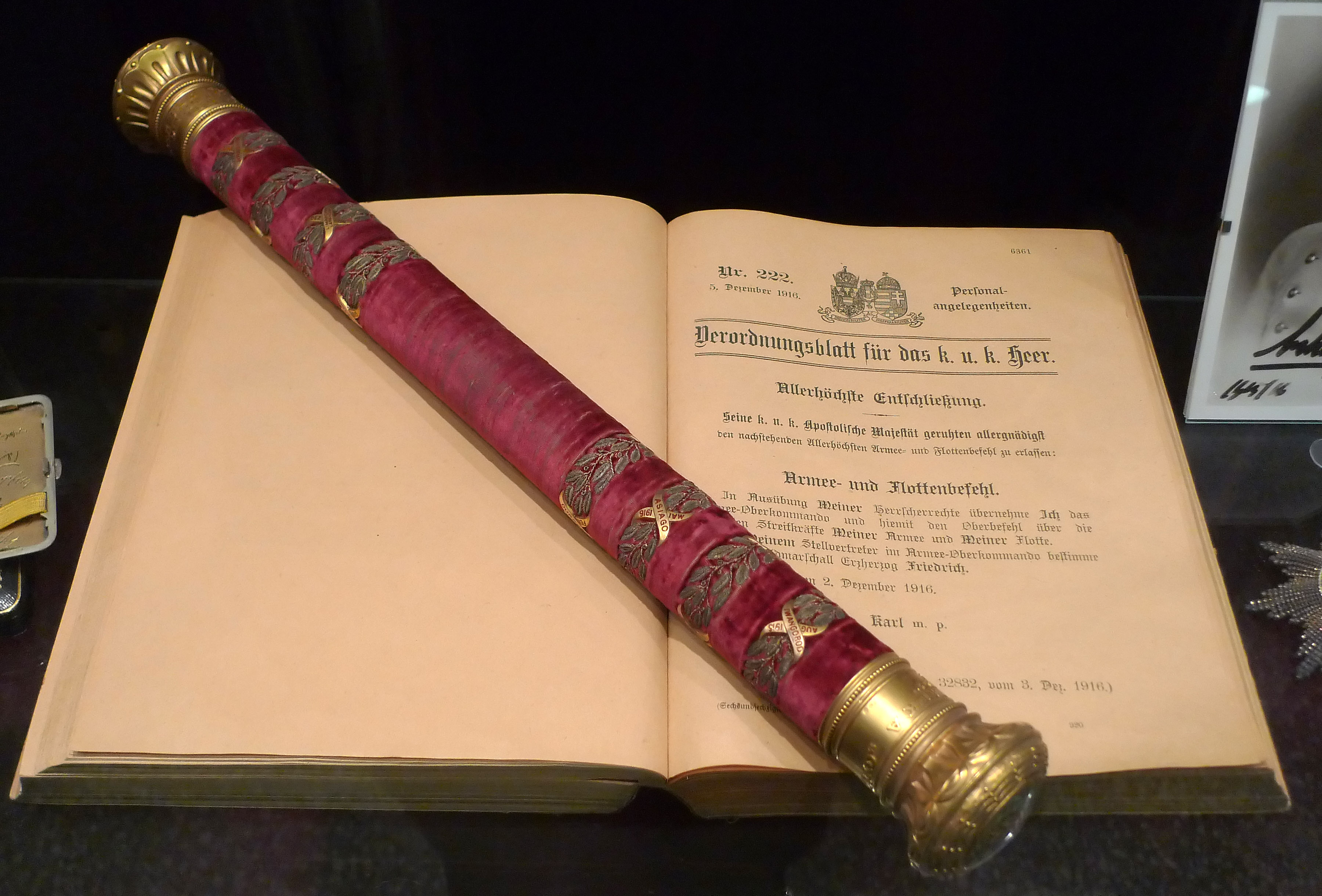
Oostenrijkse maarschalksstaf uit de 20e eeuw

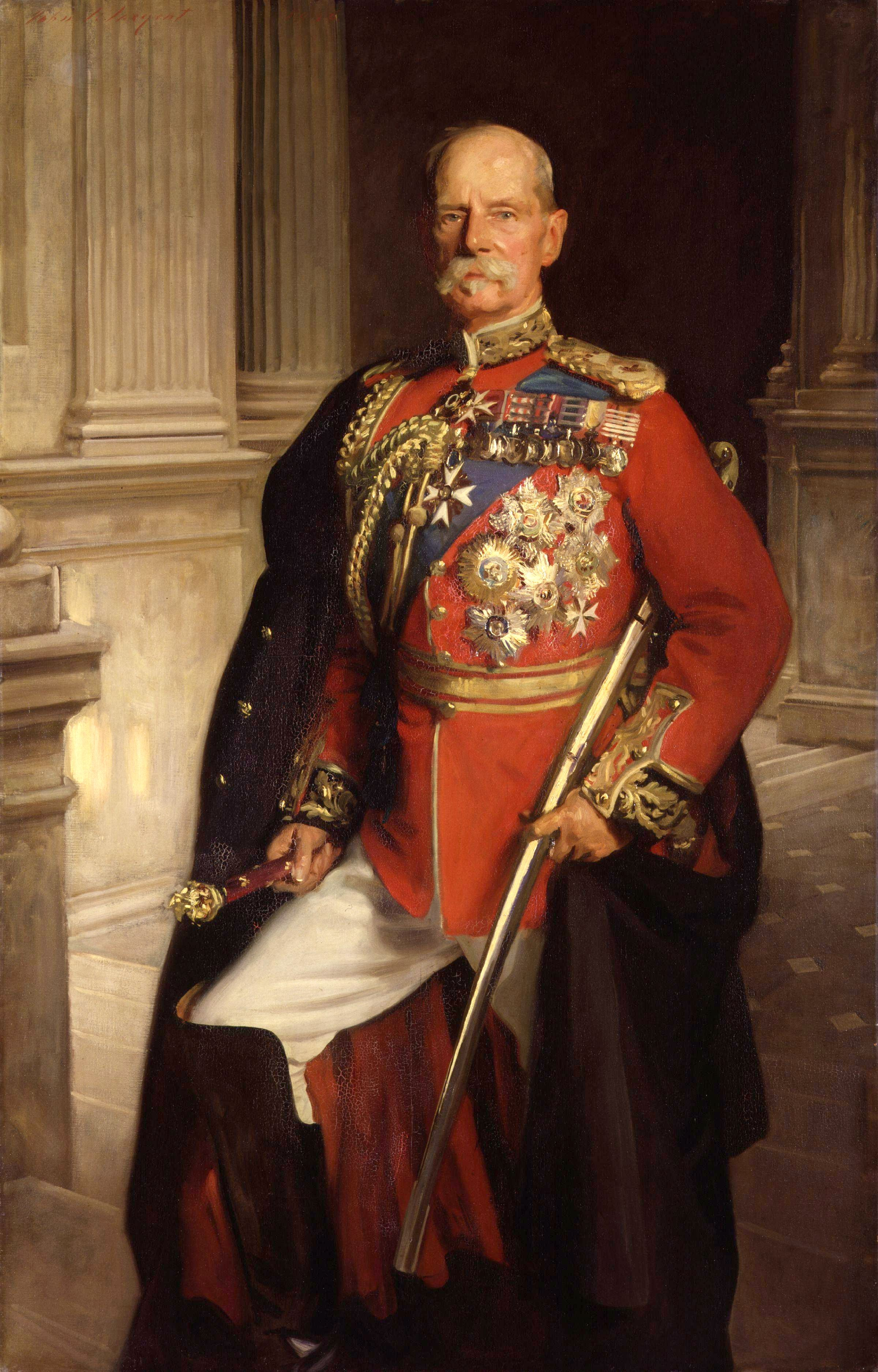
Veldmaarschalk Lord Roberts in vol ornaat. In zijn rechterhand houdt hij zijn baton of maarschalksstaf

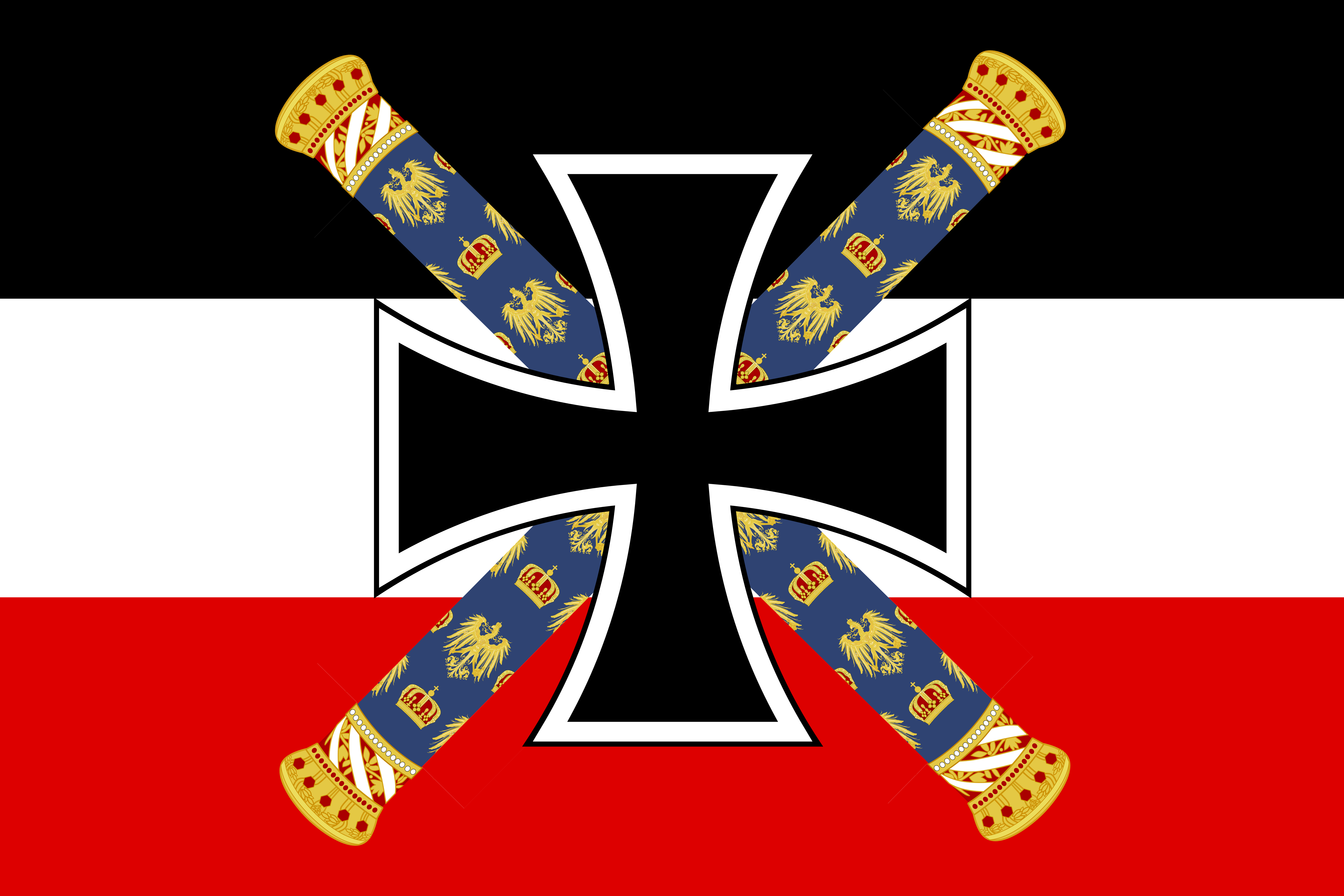
Standaard van Veldmaarschalk Alfred von Waldersee als bevelhebber in China

Maarschalk (Lat. Marscalcus) is in verschillende landen de benaming voor een hoge waardigheid. In het bijzonder gaat het om de hoogste militaire rang, boven die van generaal. In sommige landen wordt die aangeduid als veldmaarschalk. Elders spreekt men van "maarschalk" gevolgd door de naam van het land (maarschalk van Frankrijk, maarschalk van Italië...). In Nederland is deze rang sinds 1914 niet meer van kracht. 
De militaire rang van maarschalk behoorde aanvankelijk tot de legers te land, maar in sommige landen is de rang ook in de luchtmacht ingevoerd.  
De rang van maarschalk is meestal uitzonderlijk verleend. In landen waar de rang nog bestaat, blijken er in de praktijk vaak geen maarschalken meer te zijn.

## Herkomst
Het woord maarschalk is vermoedelijk afgeleid van het Oud-Germaanse woorden marah (paard, waar ook merrie van afgeleid is) en scalc (knecht). De naam duidde oorspronkelijk een paardenknecht aan. Deze bescheiden oorsprong is nog te herkennen in het Frans, waar een hoefsmid maréchal-ferrant wordt genoemd, terwijl maréchal des logis (letterlijk "maarschalk van de verblijven") de Franse benaming is voor wachtmeester (sergeant bij de bereden troepen). Van deze laatste term is het begrip marechaussee afgeleid, die immers vooral uit wachtmeesters bestaat.  
In de vroege middeleeuwen werd maarschalk de benaming voor de opperstalmeester van een vorst. Dit was onder meer in het Frankische Rijk een van de belangrijkste hofambten. Hieruit ontwikkelde zich enerzijds de functie van bevelhebber van de ruiterij en anderzijds een hoog ambt binnen de hofhouding (zoals nu nog hofmaarschalk). 
Vaak kreeg de maarschalk ook bestuurlijke en gerechtelijke bevoegdheden, bijvoorbeeld als voorzitter van een vorstelijke rechtbank. In sommige landen werd hij bevoegd om geschillen tussen edelen en heraldische kwesties te regelen. Dit werd het ambt van adelsmaarschalk, dat nog altijd bestaat in Engeland (Earl Marshal of England). 
In Polen worden de voorzitters van de beide kamers van het parlement en ook het hoofd van het bestuur van een wojwodschap marszałek genoemd. In Engeland werd de marshal dan weer een eenvoudige gerechtsdienaar, een ambt dat voorkomt in verscheiden Engelstalige landen, zoals de U.S. Marshal in de Verenigde Staten.
In de 13de eeuw verscheen de maarschalk van Frankrijk als een  hoge militaire bevelhebber. In Duitsland stonden sinds de 16de eeuw veldmaarschalken aan het hoofd van de ruiterij. 
Meerdere landen hebben in de daaropvolgende eeuwen de benaming maarschalk overgenomen voor de hoogste militaire rang, zij het dat een veldmaarschalk in sommige landen vroeger stond voor een generaal van lagere rang.

## Maarschalken per land
Volgens het NATO standardization agreement (STANAG 2116) heeft de rang van maarschalk, behalve in de hieronder genoemde landen, nog bestaan (of bestaat nog) in Italië (Generale d'Armata), Portugal (Marechal), Spanje (Capitán General) en Turkije (Mareşal).

### Duitsland
Duitsland kende tot het eind van de Tweede Wereldoorlog de generaal-veldmaarschalk (Generalfeldmarschall) en Hitler stelde nog de rijksmaarschalk (Reichsmarschall) in. De kolonel-generaal (Generaloberst) kwam daarnaast al voor vanaf de 19e eeuw in het Pruisische leger. Deze rang bood een mogelijkheid om officieren te bevorderen boven de generaalsrang in vredestijd, aangezien maarschalken alleen in oorlogstijd werden aangesteld. In het keizerlijke Duitse leger werd de kolonel-generaal een officiële rang tussen generaal en veldmaarschalk.

### Egypte
Mohammed Hoessein Tantawi, de waarnemende president van Egypte vanaf 11 februari 2011, werd in 1989 bevorderd tot veldmaarschalk.

### Frankrijk
Frankrijk kent al sinds de middeleeuwen de hoge waardigheid van "maarschalk van Frankrijk" (Frans: Maréchal de France), die evolueerde van een functie aan het hof tot die van de hoogste militaire bevelhebber. Onder het ancien regime bestond er ook nog de rang van "veldmaarschalk" (maréchal de camp), die onder die van luitenant-generaal kwam. 
Tijdens de Franse Revolutie verdwenen de titels van maarschalk, maar Napoleon I benoemde bij zijn aanstelling tot keizer in 1804 zijn belangrijkste generaals tot "maarschalk van het Keizerrijk" (Maréchal de l'Empire). Met de restauratie van het koningschap werd de titel opnieuw Maréchal de France.
Sinds de uitroeping van de Derde Republiek (1870) zijn er nog maar zelden aanstellingen tot maarschalk van Frankrijk geweest. Die kwamen er enkel voor verdiensten in een van de twee wereldoorlogen: acht maarschalken werden benoemd als gevolg van de Eerste Wereldoorlog (waarvan twee postuum) en vier als gevolg van de Tweede Wereldoorlog (waarvan drie postuum). 

### Nederland
In Gelderland werd de veldheer Maarten van Rossum in 1528 tot maarschalk benoemd. 
Nederland had van 1840 tot 1881 zijn laatste veldmaarschalk in de persoon van prins Frederik, de tweede zoon van Koning Willem I. Bij Koninklijk Besluit van 1914 is de rang van veldmaarschalk afgeschaft.
Tot 1956 had de generaalsrang bij de landmacht naast vier zilveren sterren nog maarschalksstaven als onderscheidingsteken. Het vlaggenprotocol van de marine kent nog de admiraal, die gelijk is aan de maarschalk (of aan de vlootadmiraal in andere landen). Die rang is evenwel bij Koninklijk Besluit in 1956 afgeschaft.

### Rusland
De Sovjet-Unie kende "maarschalken van de Sovjet-Unie" en de lagere maarschalken van de krijgsmachtdelen. De Russische Federatie nam deze traditie over.

### Verenigd Koninkrijk
In de middeleeuwen was de maarschalk in Engeland aanvankelijk de koninklijke paardenmeester, een erfelijke functie, die dan ook een naam werd: de Earl Marshall. Vanaf Willem de Maarschalk (1146-1219), een van de beroemdste ridders, ging de maarschalk zich steeds minder met de paarden en meer met de regels van de heraldiek en genealogie bezighouden.
In de loop van de zeventiende eeuw werd de term "Field Marshal" - mogelijk naar Frans voorbeeld - gebruikt voor de communicatieofficier bij een veldslag. De officiële militaire rang van die naam werd ingesteld in 1736, toen de doorgewinterde legeraanvoerder generaal George Hamilton, graaf van Orkney door koning George II werd aangesteld als de eerste Britse veldmaarschalk. Aanvankelijk werd de benoeming tot maarschalk vooral gezien als een mogelijkheid om bejaarde generaals nog eenmaal te bevorderen. Zo was Charles Moore, markies van Drogheda zelfs al 91 jaar. Ze hadden dan ook zelden nog een actieve rol in het leger.
De 1e Hertog van Wellington was al op zijn 44e maarschalk en was daarmee een uitzondering. Hij bezat uiteindelijk zelfs twaalf maarschalksstaven. Tijdens de Krimoorlog werd de eenarmige generaal FitzRoy Somerset, die in actieve dienst was, ondanks bewezen incompetentie tot maarschalk bevorderd. Frederick Sleigh Roberts werd in 1895 tot maarschalk benoemd wegens zijn grote verdienste als aanvoerder in verschillende koloniale oorlogen. Ook Douglas Haig, Earl Haig werd in 1917 tot maarschalk benoemd, tijdens de Eerste Wereldoorlog. In de Tweede Wereldoorlog waren er zelfs meerdere maarschalken tegelijk, waaronder Harold Alexander, Alan Brooke en Bernard Montgomery.
De titel van maarschalk is ook verleend aan staatshoofden van bevriende landen zoals de Belgische koningen Leopold I en Albert I, koning Willem II van Nederland, keizer Wilhelm II van Duitsland (in 1901) en keizer Hirohito van Japan (in 1930). Dergelijke benoemingen hebben uiteraard geen militaire betekenis.
Na de Tweede Wereldoorlog vonden echter alleen nog benoemingen tot maarschalk plaats als een landmachtofficier de functie van Chef van de Defensiestaf vervulde. Indien de Chef afkomstig was uit de marine of de luchtmacht volgde benoeming tot Admiral of the Fleet  respectievelijk Marshal of the Royal Air Force. Een (veld)maarschalk gaat niet met pensioen en houdt zijn hele leven recht op een aantal voorrechten zoals adjudanten en dienstauto's. Inmiddels is het bevorderen van generaals tot maarschalk echter een zeldzaamheid geworden.

### Verenigde Staten
In 1944 werd om een heel praktische reden een vijfsterrenfunctie ingevoerd. Dat gaf namelijk minder scheve gezichten bij het geven en nemen van bevelen in de omgang met de Field Marshals van het British Empire.
De VS noemde deze functie echter geen "Marshal", maar "General of the Army". Als reden werd vaak opgegeven dat "marshal" George Marshall vreemd klonk, maar in feite kwamen er al "Generals of the Army" voor in de 19e eeuw. Ulysses S. Grant was de eerste, daarna volgden nog William T. Sherman en Philip Sheridan. In 1919 kreeg John Pershing de rang "General of the Armies", waarvan soms verondersteld wordt dat die nog hoger is. Dat wordt echter ook betwist, omdat de rangen in de praktijk nooit tegelijk door actief dienende officieren zijn gedragen.
In al die gevallen droegen ze echter vier sterren.
George Washington is postuum zelfs nog benoemd tot General of the Armies of the United States, maar heeft bij leven nooit een hogere functie gehad dan die van luitenant-generaal (3 sterren).
Behalve George Marshall werden in 1944 ook nog Douglas MacArthur, Dwight Eisenhower en Henry H. Arnold bevorderd tot vijfsterrengeneraal. In 1950 kreeg Omar Bradley als laatste de rang. In 1995 is nog kort overwogen om Colin Powell, voorzitter van de Stafchefs, deze rang te geven, maar daar is van afgezien.

## Herkenning
Als teken van waardigheid draagt de maarschalk in de meeste landen een maarschalkstaf, evenals zijn ranggenoot, de admiraal of vlootadmiraal. Doorgaans is de maarschalksstaf een staf van kort formaat, met fluweel bekleed en met goud of zilver versierd.
Een maarschalk die zijn baton of commandostaf draagt, brengt een militair saluut door de staf omhoog te houden. Het Duitse leger kende voor de maarschalk voor dagelijks gebruik een eenvoudige lange smalle staf met een kwast, de zogenaamde Interimstab.
In de heraldiek is het gebruikelijk dat een maarschalk twee gekruiste batons of maarschalkstaven achter zijn wapenschild plaatst.

## Maarschalkse
De Maagd Maria is de patrones van het Peruaanse leger en heeft daarin de rang van maarschalkse. Er is in de geschiedenis verder nog geen vrouwelijke maarschalk geweest, maar het is gebruikelijk dat de echtgenote van een maarschalk maarschalkse genoemd wordt. Dit is ook zo in voor de Feldmarschallin in de opera Der Rosenkavalier van Richard Strauss. Ook het Frans kent een vrouwelijke vorm (une maréchale) om de echtgenote van een maarschalk aan te duiden.

## Sport en spel
Maarschalk is een van de figuren in het bordspel Stratego. Ook hier is deze de hoogste militaire rang en dus het sterkste stuk. Hij kan enkel verslagen worden door een spion die hem eerst aanvalt, als hij een bom aanvalt of als hij de andere maarschalk aanvalt of daardoor wordt aangevallen. In dit laatste geval sterven beide maarschalken.